# Società Polisportiva Ars et Labor 2003-2004
Questa pagina raccoglie le informazioni riguardanti la Società Polisportiva Ars et Labor nelle competizioni ufficiali della stagione 2003-2004.

## Stagione
La stagione 2003-2004 della SPAL inizia all'insegna dell'incertezza e delle difficoltà economiche. Da marzo il proprietario della società Paolo Fabiano Pagliuso è alle prese con una delicata vicenda giudiziaria personale, che in seguito lo vedrà assolto, ed i suoi beni sono sequestrati dalle autorità.
Alla guida della squadra ferrarese resta Giuliano Sonzogni, che viene esonerato a ottobre dopo otto giornate con i biancazzurri sul fondo della classifica. Il suo posto è preso da Gian Cesare Discepoli, perfetto conoscitore della piazza e molto apprezzato nell'ambiente. Il nuovo tecnico con una serie di risultati positivi porta la squadra alle soglie dei play-off. La società, alle prese con problemi economici, a gennaio deve cedere Marco Aurellio e Gianluca Temelin: il ritorno di Fabio Artico compensa solo parzialmente l'operazione, alla lunga la squadra biancoazzurra ne risente uscendo dalla lotta per gli spareggi promozione, piazzandosi al nono posto finale con 47 punti. Il miglior realizzatore stagionale spallino è stato il romano Andy Selva con 13 reti. 
Nella Coppa Italia di Serie C la squadra ferrarese disputa ad agosto il girone E di qualificazione, che ha promosso la Reggiana ed il Mantova ai sedicesimi di finale, ottenendo una sola vittoria interna (1-0) contro il Sassuolo.

## Rosa
| N. |                      | Ruolo | Calciatore       |
| -- | -------------------- | ----- | ---------------- |
|    | Italia (bandiera)    | A     | Fabio Artico     |
|    | Argentina (bandiera) | C     | Carlos Aurellio  |
|    | Italia (bandiera)    | A     | Raffaele Cerbone |
|    | Italia (bandiera)    | D     | Giacomo Chini    |
|    | Italia (bandiera)    | C     | Luigi Consonni   |
|    | Italia (bandiera)    | D     | Riccardo Corallo |
|    | Italia (bandiera)    | D     | Fabio Di Sole    |
|    | Italia (bandiera)    | D     | Filippo Fedeli   |
|    | Italia (bandiera)    | C     | Mario La Canna   |
|    | Italia (bandiera)    | D     | Paolo Macchia    |
|    | Italia (bandiera)    | D     | Tommaso Magri    |
|    | Brasile (bandiera)   | D     | Marco Aurélio    |
|    | Italia (bandiera)    | D     | Manuel Milana    |

| N. |                             | Ruolo | Calciatore         |
| -- | --------------------------- | ----- | ------------------ |
|    | Italia (bandiera)           | C     | Salvatore Papa     |
|    | Italia (bandiera)           | P     | Andrea Pierobon    |
|    | Italia (bandiera)           | C     | Alessio Pirri      |
|    | Italia (bandiera)           | C     | Fabio Roselli      |
|    | Italia (bandiera)           | A     | Matteo Scapini     |
|    | Italia (bandiera)           | C     | Marco Scarnato     |
|    | San Marino (bandiera)       | A     | Andy Selva         |
|    | Italia (bandiera)           | C     | Giuseppe Sifonetti |
|    | Italia (bandiera)           | A     | Davide Succi       |
|    | Italia (bandiera)           | A     | Tomaso Tatti       |
|    | Italia (bandiera)           | A     | Gianluca Temelin   |
|    | Italia (bandiera)           | C     | Marco Testa        |
|    | Antille Olandesi (bandiera) | C     | Djuric Winklaar    |

## Risultati

### Serie C1 (girone A)

#### Girone di andata
| Ferrara 31 agosto 2003 1ª giornata | SPAL          | 0 – 0 | Novara | Stadio Paolo Mazza\| Arbitro: \| Lops (Torino) \| |
| Arbitro:                           | Lops (Torino) |       |        |                                                   |

| Pisa 7 settembre 2003 2ª giornata | Pisa          | 0 – 0 | SPAL | Stadio Arena Garibaldi\| Arbitro: \| Ciampi (Roma) \| |
| Arbitro:                          | Ciampi (Roma) |       |      |                                                       |

| Arbitro: | Forconi (Aprilia) |

|          |           |               |
| Papa 79’ | Marcatori | 25’ Zanoletti |

| Arbitro: | P.S. Mazzoleni (Bergamo) |

|                                 |           |  |
| Masini 58’ Carruezzo 86’ (rig.) | Marcatori |  |

| Arbitro: | Velotto (Grosseto) |

|  |           |                 |
|  | Marcatori | 8’ Giandomenico |

| Arbitro: | Brunialti (Trento) |

|                                    |           |             |
| Di Nicola 19’, 50’ Ricchiuti 90+5’ | Marcatori | 90’ Cerbone |

| Arbitro: | Squillace (Catanzaro) |

|  |           |                               |
|  | Marcatori | 69’ (rig.) Gelsi 72’ Serafini |

| Arbitro: | Salati (Trento) |

|                |           |  |
| Muslimović 25’ | Marcatori |  |

| Arbitro: | Pierpaoli (Firenze) |

|                           |           |                      |
| Selva 4’, 17’ Roselli 54’ | Marcatori | 5’ Mussi 63’ Lorieri |

| Arbitro: | Iannone (Napoli) |

|  |           |             |
|  | Marcatori | 81’ Temelin |

| Arbitro: | C. Rodomonti (Teramo) |

|                       |           |              |
| Selva 37’ Temelin 88’ | Marcatori | 81’ Bernardi |

| Arbitro: | Di Renzo (Ostia) |

|             |           |  |
| Cerbone 28’ | Marcatori |  |

| Arbitro: | G. Rubino (Salerno) |

|  |           |                              |
|  | Marcatori | 17’ Corallo 77’ (rig.) Selva |

| Arbitro: | Fiori (Perugia) |

|             |           |             |
| Corallo 70’ | Marcatori | 34’ Bellini |

| Arbitro: | P.S. Mazzoleni (Bergamo) |

|               |           |                  |
| Confalone 41’ | Marcatori | 63’ (rig.) Selva |

| Ferrara 21 dicembre 2003 16ª giornata | SPAL                  | 0 – 0 | Pavia | Stadio Paolo Mazza\| Arbitro: \| C. Rodomonti (Teramo) \| |
| Arbitro:                              | C. Rodomonti (Teramo) |       |       |                                                           |

| Arbitro: | Banti (Livorno) |

|  |           |             |
|  | Marcatori | 90+2’ Selva |

#### Girone di ritorno
| Arbitro: | Fugante (Macerata) |

|                    |           |  |
| Palombo 35’ (rig.) | Marcatori |  |

| Ferrara 18 gennaio 2004 19ª giornata | SPAL              | 0 – 0 | Pisa | Stadio Paolo Mazza\| Arbitro: \| Damato (Barletta) \| |
| Arbitro:                             | Damato (Barletta) |       |      |                                                       |

| Arbitro: | Tommasi (Bassano del Grappa) |

|                      |           |             |
| Doumbya 2’ Centi 79’ | Marcatori | 28’ Cerbone |

| Arbitro: | Crugliano (Crotone) |

|           |           |  |
| Succi 31’ | Marcatori |  |

| Arbitro: | P.S. Mazzoleni (Bergamo) |

|                 |           |  |
| Campolonghi 40’ | Marcatori |  |

| Arbitro: | Torella (Roma) |

|                  |           |                   |
| Selva 77’ (rig.) | Marcatori | 65’ (aut.) Fedeli |

| Arbitro: | Lena (Ciampino) |

|                |           |            |
| Abbruscato 77’ | Marcatori | 22’ Artico |

| Arbitro: | Stefanini (Prato) |

|           |           |  |
| Chini 40’ | Marcatori |  |

| Arbitro: | Guerriero (Catanzaro) |

|            |           |  |
| Rinino 58’ | Marcatori |  |

| Arbitro: | Scoditti (Bologna) |

|                |           |  |
| Selva 48’, 54’ | Marcatori |  |

| Arbitro: | C. Rubino (Salerno) |

|                                 |           |                      |
| Manzini 64’ Bernardi 79’ (rig.) | Marcatori | 13’ Selva 38’ Artico |

| Arbitro: | Zanchin (Biella) |

|  |           |           |
|  | Marcatori | 80’ Testa |

| Arbitro: | Bo (Genova) |

|                                                         |           |  |
| Artico 17’ Salvalaggio 54’ (aut.) Selva 57’ Cerbone 85’ | Marcatori |  |

| Pistoia 25 aprile 2004 31ª giornata | Pistoiese        | 0 – 0 | SPAL | Stadio Comunale\| Arbitro: \| Lioce (Molfetta) \| |
| Arbitro:                            | Lioce (Molfetta) |       |      |                                                   |

| Arbitro: | Gava (Conegliano) |

|           |           |  |
| Selva 24’ | Marcatori |  |

| Arbitro: | Caristia (Siracusa) |

|                                |           |                      |
| Nordi 51’, 66’ Sciaccaluga 86’ | Marcatori | 1’ Consonni 7’ Selva |

| Arbitro: | Velotto (Grosseto) |

|  |           |                   |
|  | Marcatori | 37’ (rig.) Alessi |

### Coppa Italia

#### Girone E
| Arbitro: | Gandolfi (Cremona) |

|                     |           |  |
| Graziani 67’ (rig.) | Marcatori |  |

| Arbitro: | Orsato (Schio) |

|             |           |  |
| Cerbone 89’ | Marcatori |  |

| Arbitro: | Mariuzzo (Venezia) |

|                               |           |  |
| Egbedi 72’ Lazzaro 83’ (rig.) | Marcatori |  |

| Ferrara 27 agosto 2003 4ª giornata | SPAL               | 0 – 0 | Reggiana | Stadio Paolo Mazza\| Arbitro: \| Brunialti (Trento) \| |
| Arbitro:                           | Brunialti (Trento) |       |          |                                                        |

| 10 settembre 2003 5ª giornata |  | – Turno di riposo Spal |  |  |